# 嘯巖站
嘯巖站（朝鲜语：소암역；）曾为朝鲜铁路咸北線上的一个车站，位于咸镜北道稳城郡，在1944年废止。

## 历史
- 1924年11月1日，落成使用。
- 1944年10月1日，停止使用。